# Con

Un con drept în care raza bazei este notată cu r iar înălțimea cu h

În matematică un con este suprafața descrisă de o dreaptă sau semidreaptă (generatoarea) care se deplasează sprijinindu-se pe o curbă fixă închisă (directoarea) și trece printr-un punct fix exterior directoarei (vârful sau apexul conului). Dacă generatoarea este o semidreaptă mărginită în vârf conul este cu o singură pânză, iar dacă este o dreaptă conul este cu două pânze.
Tot con se spune și la figura geometrică mărginită de un con și de un plan. Partea mărginită de con este numită suprafața laterală a conului, iar cea mărginită de plan baza conului.
Când curba fixă este un cerc, conul se numește circular, iar dreapta care unește vârful conului cu centrul cercului este axa conului.
Dacă axa este perpendiculară pe planul bazei conul este drept. Un con drept poate fi obținut și prin rotația completă a unui triunghi dreptunghic în jurul unei catete. La un con drept suprafața laterală are o simetrie de rotație. Desfășurata suprafeței laterale a unui con drept este un sector de cerc cu rază egală cu generatoarea conului. În geometria elementară din învățământul preuniversitar se studiază conul circular, cu accent pe conul circular drept.
În general, baza poate avea orice formă. De exemplu, o piramidă este de fapt un con cu baza un poligon.

## Mărimi asociate conului circular drept

### Aria laterală
Aria suprafeței laterale a conului este aceeași cu cea obținută prin desfășurarea pânzei conului după o generatoare, rezultând un sector de cerc de rază egală cu lungimea generatoarei și lungimea arcului egală cu circumferința cercului de la baza conului. Se înlocuiesc aceste mărimi variabile în formula ariei suprafeței unui sector de cerc rezultând astfel o expresie algebrică pentru calculul ariei laterale a conului ca produs dintre rază, generatoare și numărul π:
{\displaystyle A_{l}=\pi rg.}
Generatoarea se poate calcula din teorema lui Pitagora în funcție de rază și înălțime.

### Unghiul la centru al sectorului cerc
Unghiul la centru, în radiani, al sectorului de cerc obținut prin desfășurarea pânzei conului este dat de următorul raport dintre lungimea arcului, egală cu circumferință cercului de la baza conului și generatoare
{\displaystyle \alpha ={\frac {2\pi r}{\sqrt {r^{2}+h^{2}}}}},
unde r este raza bazei conului, iar h este înălțimea conului.

### Volumul
Volumul conului este o treime din cel al cilindrului cu aceeași bază și înălțime.
{\displaystyle V={\frac {\pi \times r^{2}\times h}{3}}}

## Alte semnificații ale cuvântului con în matematică

Secțiunile conului - 3D

În matematică, cuvântul con este folosit și pentru un con infinit care este reuniunea tuturor semidreptelor care plecă dintr-un vârf comun. Acest tip de con nu are o bază ci se extinde la infinit. Un con dublu (cu două pânze) infinit sau simplu (cu o pânză) este reuniunea tuturor seturilor de drepte care trec print-un punct comun, vârful, și care se extinde simetric pe ambele părți ale vârfului.
Frontiera unui con infinit sau dublu infinit este o suprafață conică iar intersecția unui plan cu această suprafață este o secțiune plană conică. Pentru conurile infinite, cuvântul axă se referă de obicei la simetria de rotație.